# Calamaria gervaisii
Calamaria gervaisii är en ormart som beskrevs av Duméril, Bibron och Duméril 1854. Calamaria gervaisii ingår i släktet Calamaria och familjen snokar. Inga underarter finns listade.
Arten förekommer i Filippinerna och på Borneo. Honor lägger ägg.